# M.O.P.
M.O.P., wat staat voor Mash-Out Posse, is een rapduo bestaande uit de Amerikaanse rappers Lil' Fame (1976) en Billy Danze (1974). Beide rappers zijn opgegroeid in Brooklyn.
In 2000 brak het duo door met Ante Up, een track die een nieuwe vorm van hiphop liet zien. Ante Up maakte deel uit van het album Warriorz, die in 2000 het daglicht zag. Dit album zorgde voor de doorbraak van het duo op de Amerikaanse radio. Dit album werd uitgebracht via het label Loud Records. M.O.P. bleef bij dit label tot 2002, waarna het duo overstapte naar Roc-A-Fella. Ook dit hield het duo twee jaar vol. In 2007 maakt M.O.P. deel uit van G-Unit, een label van de rapper 50 Cent.
Na het album Warriorz heeft M.O.P. ook nog 10 Years and Gunnin, Mash Out Posse, St. Marxmen en Ghetto Warfare uitgebracht.
In begin 2008 werd duidelijk dat M.O.P. en 50 Cent het erover eens waren dat het beter zou zijn als M.O.P. G-Unit zou verlaten. Het rapduo is op dit moment op zoek naar een nieuw label.

## Discografie
- 1994 - To The Death
- 1996 - Firing Squad
- 1998 - Handle Ur Bizness
- 1998 - First Family 4 Life
- 2000 - Warriorz
- 2003 - 10 Years and Gunnin'
- 2004 - Mash Out Posse
- 2005 - St. Marxmen
- 2006 - Ghetto Warfare
- 2009 - Foundation
- 2011 - SPARTA

## Verzamelalbums
- 2003 - 10 Years and Gunnin'
- 2006 - Ghetto Warfare

## Singles
- How About Some Hardcore (1993)
- Rugged Neva Smoove (1994)
- Dead & Gone (1996)
- World Famous (1997)
- Handle Ur Bizness (1998)
- G Building (2000)
- Ante Up (2000)
- Ante Up (Remix) (feat. Busta Rhymes, Remy Ma & Teflon) (2001)
- Cold As Ice (2001)
- Stompdashitoutu (feat. CNN) (2003)
- Hilltop Flava/Ground Zero (2004)
- Murder Rate (feat. Papoose) (2006)